# Hokej na travi u Hrvatskoj
Hokej na travi slabo je zastupljen u Hrvatskoj. Ima oko 900 igrača i 9 klubova, s tim da je 8 u Zagrebu i jedan u Zelini. 
U seniorskoj konkurenciji su najbolji HAHK Mladost, HK Marathon i HK Jedinstvo. 
U juniorskoj konkurenciji su najboji HK Trešnjevka i HAHK Mladost. 
U pionirskoj konkurenciji je daleko najuspješnija HK Concordia s 44 osvojena prvenstva/turnira. 
U dvorani se igra na dva mjesta, Dom Sportova i Velesajam (paviljon 23). U dvorani se puno brže igra nego vani. U dvoranskom hokeju nema udarca, visokih lopti, manje igrača i palica je drugačija (tanja nego za van). 
Od pionira, među zapaženijima su Filip Culjak (Concordia, 14godina), Miha Cvetko, Tin Jurinić (golman, Concordia, 14 godina), Davor Vučinić (kapetan Concordije, najjači udarac i šlenc među kadetima i pionirima), Igor Stublić (desni bek), Antun Grgec (Concordia, 14 godina) itd. Spomenuti igrači igraju za kadetsku reprezentaciju Hrvatske. 

## Poveznice
- uspješnost hrvatskih klubova na prvenstvima Jugoslavije u hokeju na travi